# Ann Preston
Ann Preston (West Grove, 1º dicembre 1813 – Filadelfia, 18 aprile 1872) è stata un medico, docente e attivista statunitense; come direttrice del Woman's Medical College of Pennsylvania, fu la prima donna preside di una scuola di medicina negli Stati Uniti d'America.

## Primi anni di vita e formazione

### Vita iniziale
La Preston nacque nel 1813 a West Grove, in Pennsylvania, da Amos Preston, facoltoso agricoltore e importante quacchero, e da sua moglie Margaret Smith Preston. Una di otto fratelli, fu educata in una scuola quacchera locale e in seguito frequentò per breve tempo un collegio quacchero nella vicina Chester, in Pennsylvania. La comunità quacchera della Contea di Chester era ardentemente abolizionista e favorevole alla temperanza e la fattoria della famiglia Preston, Prestonville, era nota come porto sicuro per gli schiavi in fuga nell'ambito della Ferrovia Sotterranea. Essendo la figlia maggiore, Ann si prese cura della famiglia durante le frequenti malattie della madre, interrompendo la sua istruzione tradizionale. Iniziò a frequentare le conferenze del liceo locale, appartenne alla società letteraria locale, divenne membro della Clarkson Anti-Slavery Society e fu attiva nei movimenti per i diritti delle donne e per la temperanza.
Quando i suoi fratelli minori furono abbastanza grandi, iniziò a lavorare localmente come insegnante. Nel 1849 pubblicò un libro di filastrocche intitolato Storie della cugina Ann.

### Formazione medica
Negli anni Quaranta del XIX secolo, la Preston si interessò all'istruzione delle donne sul loro corpo e tenne corsi di igiene e fisiologia per sole donne. Dal 1847 al 1849 si formò privatamente in medicina come apprendista del dottor Nathaniel Moseley. Non potendo frequentare altre scuole di medicina in quanto contrarie all'ammissione delle donne, entrò nel Female Medical College of Pennsylvania, fondato dai quaccheri, poi cambiato in Woman's Medical College of Pennsylvania nel 1867, all'età di 38 anni, come studentessa della classe inaugurale del 1850. Mentre studiava al Female Medical College, nel 1851, scrisse alla sua amica e attivista quacchera Hannah Darlington:
La Preston si laureò nel 1851, unica delle otto donne della sua classe.

## Carriera

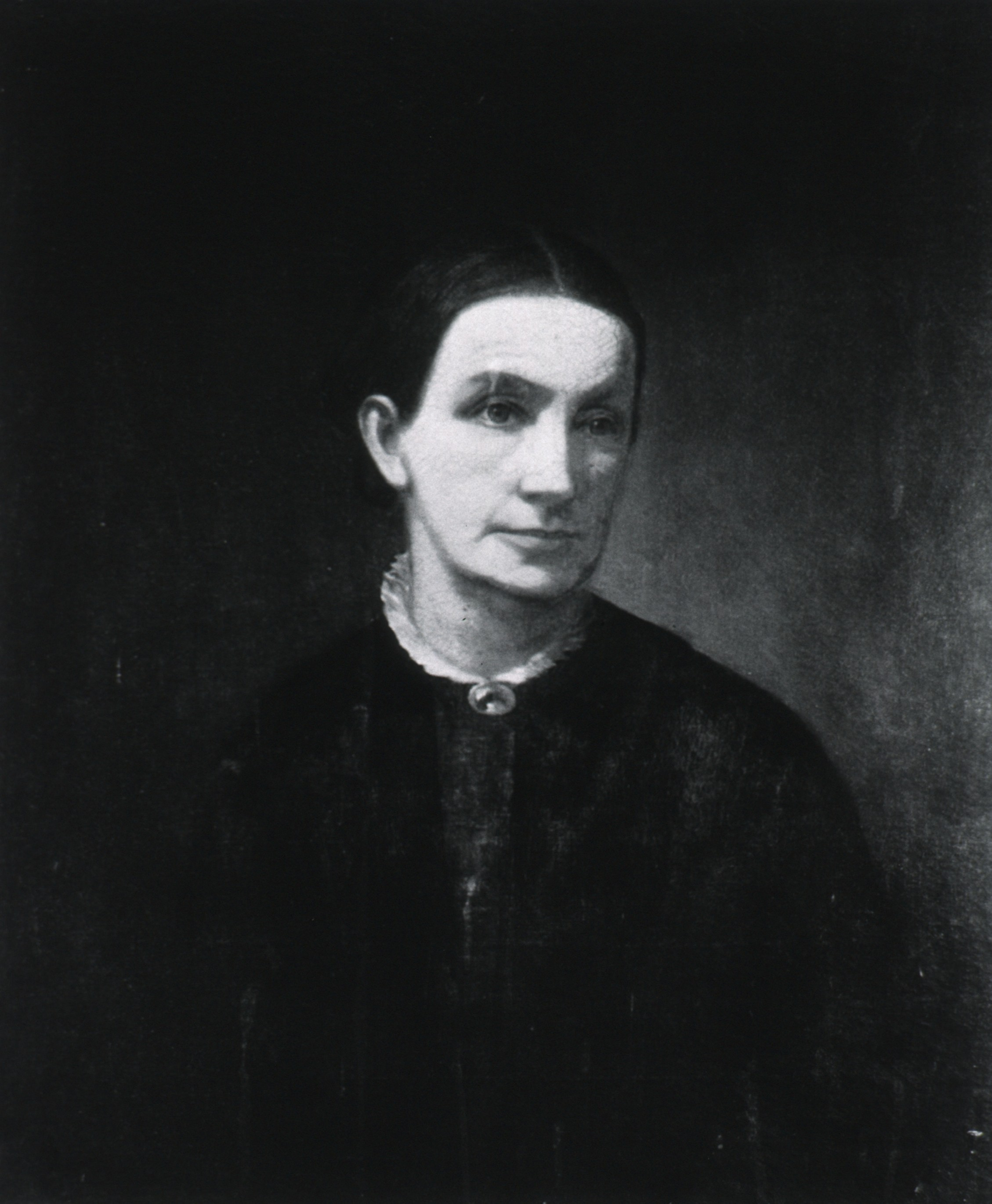
Ann Preston

L'anno successivo alla laurea, Preston tornò al Woman's Medical College of Pennsylvania per il lavoro post-laurea e divenne professore di fisiologia e igiene nel 1853. Nel 1862, guidò gli sforzi per fondare il Woman's Hospital of Philadelphia al fine di fornire una formazione clinica agli studenti del college. Durante la Guerra civile americana, il college chiuse le sessioni del 1861-62 per mancanza di fondi. In quel periodo la Preston si ammalò di febbre reumatica, stress ed esaurimento, e fu ricoverata per tre mesi al Pennsylvania Hospital for the Insane per riprendersi sotto le cure del Dr. Thomas S. Kirkbride, un medico quacchero che sosteneva il "trattamento umano" dei disturbi mentali.
Quando il Female Medical College riprese le attività nell'ottobre 1862, riaprì in stanze affittate dal Women's Hospital di Filadelfia. Nel 1864 emerse una spaccatura tra i docenti quando il preside Edwin Fussell cercò di impedire alla studentessa Mary Corinna Putnam Jacobi di laurearsi in medicina, ritenendo che non avesse i requisiti richiesti. Altri docenti, tra cui la dottoressa Preston, sostennero la Jacobi e dissentirono dalla decisione di Fussell. In seguito all'incidente, Fussell, membro della facoltà e nipote del fondatore del college Bartholomew Fussell, si dimise e la Preston divenne professore del college nel 1866 e mantenne la carica fino al 1872. Fu la prima donna a diventare preside di una scuola di medicina, una posizione che le permise di sostenere il diritto delle donne a diventare medici.
In qualità di preside si adoperò affinché le sue studentesse fossero ammesse alle lezioni cliniche presso il Blockley Philadelphia Hospital e il Pennsylvania Hospital, nonostante l'aperta ostilità di alcuni studenti di medicina e dei docenti maschi.
Lo storico Steve Peitzman ha definito la Preston una “costruttrice di istituzioni”, che guidò il Woman's Medical College nella sua ricostruzione e crescita dopo la Guerra Civile. Secondo le parole di Peitzman, era una “quacchera combattiva, le cui armi erano la persuasione morale, l'esempio attivo e... la parola scritta con forza”. Oltre all'ospedale che aveva fondato prima di diventare rettore, aprì una scuola per infermiere e continuò a spingere per ottenere opportunità educative per le studentesse del Woman's Medical College, compresa una maggiore e migliore esperienza clinica. Nel 1867, la Società Medica della Contea di Filadelfia si oppose alla pratica della medicina da parte delle donne. La risposta di Ann Preston fu in parte: "Dobbiamo protestare... contro l'ingiustizia che ci mette in difficoltà, non perché siamo ignoranti o incompetenti o non attente al codice medico o all'etica cristiana, ma perché siamo donne".
Nel 1868 la Preston si accordò con il Blockley Hospital di Filadelfia per permettere alle studentesse del Woman's Medical College of Pennsylvania di frequentare le cliniche generali. Nel 1869 fece un accordo simile con il Pennsylvania Hospital, dove nel novembre 1869 un gruppo di circa trenta studentesse del Woman's Medical College fu molestato verbalmente e fisicamente da studenti di medicina maschi. Anna Broomall, laureata nel 1871 al Woman's Medical College e futuro membro della facoltà, raccontò che "gli studenti [maschi] si precipitarono in massa, si alzarono sui sedili, fischiarono, ci chiamarono per nome e ci lanciarono degli sputi, cercando invano di allontanarci". L'incidente scatenò dibattiti pubblici sulla stampa locale e nazionale in merito alla correttezza della presenza di studentesse di medicina alle dimostrazioni cliniche, ma il risultato fu l'inevitabilità e l'accettazione delle cliniche miste.
Oltre a educare gli studenti di medicina e a sostenere le donne medico, la dottoressa Preston esercitò anche la professione medica, frequentando il Woman's Hospital e mantenendo il proprio studio privato.

## Vita privata e morte
La Preston non si sposò mai, ma, secondo quanto riferito, condusse una vita sociale e professionale ricca e attiva, anche avendo stabilito una residenza "dove i cari amici vivono con me in relazioni armoniose, e fanno molto per rendere questa casa un ambiente ordinato". Continuò a scrivere e a lavorare per la riforma sociale fino a quando, nel 1871, fu colpita da un attacco di reumatismo articolare acuto che ne indebolì la salute. L'anno successivo ebbe una ricaduta e morì il 18 aprile 1872.

## Scritti
- (EN) Cousin Ann's Stories for Children, 2011  [1849].
- Ha inoltre pubblicato diversi saggi sull'educazione medica delle donne.[13]

## Fascicoli di Ann Preston
- Preston Family Bible (include il registro di famiglia al centro), 1838[14]
- Poem, "The Child's Playhouse", 1842[14]
- Poem, "To a Departed Sister", 1843[14]
- Cousin Ann's Stories for Children (Filadelfia, J.M. McKim; 36 pagine), 1849[14]
- Sistema di anatomia umana, generale e speciale, di Wilson Erasmus, M.D. (Filadelfia), 1850. Proprietario, firmato e annotato.[14]
- Address on the Occasion of the Centennial Celebration of the Founding of the Pennsylvania Hospital, di George B. Wood, M.D., 1851. Proprietario, firmato e annotato.[14]
- Discorsi e conferenze (tra cui una conferenza introduttiva, 2 discorsi di commiato e " Donne come Medici")., 1855, 1858, 1867, 1870.[14]
- Lettera al consiglio di amministrazione dell'ospedale della Pennsylvania, 1856.[14]
- Lettere a Sarah Coates, 1831 marzo 21, non datate.[14]
- Poesia, “È bello vivere. Un inno di ringraziamento”, senza data.[14]
- Poesia, "Ricordati di me quando sono lontana...", senza data.[14]
- Lettere a Sarah Coates, 1831, 1846, non datate.[14]
- Lettere a destinatari sconosciuti, 1831, 1854.[14]
- Lettere a Hannah M. Darlington, 1833-1851, non datate.[14]
- Lettere a Lavinia M. Passmore, 1843, 1860, 1868.[14]
- Lettere di William Darlington, 1860.[14]
- “Discorso in memoria di Ann Preston, M.D.”, di Elizabeth E. Judson, M.D., 11 marzo 1873.[14]
- Lettera al Dr. Alsop, senza data.[14]
- Informazioni sulle copie raccolte e sulle ubicazioni degli originali, 1968-1969.[14]

## Citazioni
“Nessun turco signorile, che fuma sul suo ottomano, potrebbe raffigurare meglio la depravazione che le maniere pubbliche subirebbero, se le donne turche dovessero camminare apertamente, fianco a fianco con padri, mariti e fratelli, verso la solenne Moschea, di quanto alcuni tra noi abbiano raffigurato la perversione che la nostra società dovrebbe subire se la donna condividesse con l'uomo l'ufficio di Medico”.»
(“Una madre“, lettera all'”Herald Tribune”, 5 marzo 1870. WMC, Annali del Collegio, #3, 1868, 1869, gennaio 1870 - agosto 1871, 86.)
"Ovunque sia appropriato introdurre le donne come pazienti, lì è anche conforme all'istinto della più vera femminilità che le donne appaiano come medici e studenti".»
(Citato in The Liberated Woman's Appointment Calendar, Lynn Sherr e Jurate Kazickas, eds. 1975)

## In memoria
“Discorso in memoria di Ann Preston, M.D.”, di Elizabeth E. Judson, M.D., 11 marzo 1873.
Nel primo volume di History of Woman Suffrage, pubblicato nel 1881, si legge: “QUESTI VOLUMI SONO AFFETTUOSAMENTE DEDICATI ALLA MEMORIA DI Mary Wollstonecraft, Frances Wright, Lucretia Mott, Harriet Martineau, Lydia Maria Child, Margaret Fuller, Sarah e Angelina Grimké, Josephine S. Griffing, Martha C. Wright, Harriot K. Hunt, M.D., Mariana W. Johnson, Alice e Phebe Carey, Ann Preston, M.D., Lydia Mott, Eliza W. Farnham, Lydia F. Fowler, M.D., Paulina Kellogg Wright Davis, le cui vite sincere e le cui parole impavide, nel richiedere i diritti politici per le donne, sono state, nella preparazione di queste pagine, una costante ispirazione per i redattori”.